# Soporte a largo plazo
El soporte a largo plazo (en inglés, Long Term Support, abreviadamente, LTS) es un término informático usado para nombrar versiones o ediciones especiales de software diseñadas para tener soportes durante un período más largo que el normal. Se aplica particularmente a los proyectos de software de código abierto, como Linux. En el ámbito de los sistemas basados en este núcleo, el término se usa en algunas versiones de distribuciones como Debian o Ubuntu, entre otras.

## Política del ciclo de vida
Se trata de una política gestión del ciclo de vida del producto para los programas informáticos, que aplica los principios de la ingeniería de confiabilidad al proceso de desarrollo de software y al ciclo de vida de lanzamiento de software. El soporte a largo plazo extiende el período de mantenimiento del software; asimismo, modifica el tipo y la frecuencia de las actualizaciones de software (parches) para reducir el riesgo, los gastos y la interrupción de la implementación de software, mientras fomenta la fiabilidad del mismo. No obstante, no implica apoyo técnico.
Al comienzo de un período de apoyo a largo plazo, los desarrolladores de software imponen una congelación de características: hacen parches para corregir los errores de software y vulnerabilidades, pero no introducen nuevas características que pueden causar regresión. El mantenedor de software, o bien distribuye parches de forma individual, o bien los empaqueta en versiones de mantenimiento, versiones puntuales  o paquetes de servicio. A la conclusión del período de apoyo, el producto llega al final de su vida.
El término de soporte a largo plazo, suele reservarse para versiones o ediciones especiales de software que, de otra manera, tendrían un ciclo de vida de lanzamiento mucho más corto. Típicamente, un editor de software de LTS lo suele mantener durante al menos dos años.

## Software con versiones  LTS  separadas
Esta tabla sólo lista aquellas que tienen una versión LTS específica, adicional a un ciclo de lanzamiento normal (STS). Muchos proyectos, como  CentOS, proporcionan un largo periodo de soporte para cada lanzamiento.
| Software        | Tipo de software      | Fecha del primer lanzamiento LTS | Periodo LTS     | Periodo STS | Notas |
| --------------- | --------------------- | -------------------------------- | --------------- | ----------- | --- |
| Ubuntu          | Distribución de Linux | 2006-6-1 (v6.06 LTS)             | 5 años          | 9 meses     | Una nueva versión LTS se libera cada dos años. Desde 2006 a 2011, el soporte LTS para escritorio era de aproximadamente dos años, y para servidores de cinco, pero las versiones LTS tienen soporte ahora durante cinco años para ambos. |
| Linux Mint      | Distribución de Linux | 2008-06-08                       | 5 años          | 6 meses     | En la versión 13 el período LTS aumentado de tres a cinco años, ya que Linux Mint deriva de Ubuntu. |
| Trisquel 4.0    | Distribución de Linux | 2010-09-17                       | 5 años          | 1 año       | Núcleo Linux-libre 3.13, GNOME fallback 3.12 o Sugar TOAST y Abrowser o GNU IceCat. Las ediciones LTS pierden su soporte luego de un año de la publicación de su Sucesora LTS.                                                           |
| Symfony         | Marco de aplicaciones | 2013-6                           | 3 años          | 8 meses     | |
| Joomla!         | CMS                   | 2008-01 (v1.5)                   | 2 años, 3 meses | 7 meses     | Dado que Desde Joomla! es una aplicación web, el soporte a largo plazo implica también el apoyo a los navegadores web legados. |
| Linux Mint      | Distribución de Linux | 2008-06-08                       | 5 años          | 6 meses     | En la versión 13 el período LTS aumentado de tres a cinco años, ya que Linux Mint deriva de Ubuntu. |
| Núcleo Linux    | Núcleo                | 2008-10-11 (v2.6.27)             | 2–3 años        | Varía       | Los kernel Linux v2.6.16 y v2.6.27, tienen servicio técnico extraoficial en modo LTS antes de que un grupo de trabajo en 2011 [en la Linux Foundation comenzara formalmente una Iniciativa Long Term Support.                            |
| TYPO3           | CMS                   | 2011-1 (v4.5 LTS)                | 3 años (min.)   | Varía       | TYPO3 es una aplicación con soporte de la TYPO3 Association. |
| Mozilla Firefox | Navegador web         | 2012-1-31 (v10.0)                | 1 año           | 6 semanas   | El término de Mozilla para LTS es "Extended Support Release" (ESR) (véase Firefox#Extended Support Release). |

1.nota.  El período de soporte para la distribución padre de Ubuntu, Debian, es de un año, con un lanzamiento puntual  cada dos meses.